# Plectosphaera salicis
Plectosphaera salicis är en svampart som först beskrevs av Auersw. ex Fuckel, och fick sitt nu gällande namn av Arx & E. Müll. 1954. Plectosphaera salicis ingår i släktet Plectosphaera och familjen Phyllachoraceae.   Inga underarter finns listade i Catalogue of Life.
I den svenska databasen Dyntaxa används istället namnet Glomerella salicis för samma taxon.  Arten är reproducerande i Sverige.